# Friedrich Polakovics
Friedrich Polakovics (* 2. Juni 1922; † 2011) war ein österreichischer Schriftsteller, Übersetzer und bis zu seiner Entlassung 1957 Redakteur der Zeitschrift Neue Wege.

## Leben
Im Zweiten Weltkrieg wurde Polakovics mit 19 Jahren zum Reichsarbeitsdienst nach Polen und Russland eingezogen, im Folgejahr in die Wehrmacht, wo er als Funker in Belgien, Russland und ab 1944 in Frankreich tätig war. Über seine Erfahrungen schrieb er 1966 den Roman Versuch über den Krieg, in dem er die Jahre 1944 und 1966 (anlässlich der Nationalratswahl in Österreich 1966) gegenüberstellte. Der Roman blieb lange unveröffentlicht, bis er im Jahr 2003 vom Wieser Verlag aus Anlass des 80. Geburtstags Polakovics’ publiziert wurde. Paul Jandl nannte das Werk, in das Briefe, Fotos und Dokumente montiert sind, ein „ästhetisches Experiment“, in dem sich der „harte Ton des verrohten Kriegsalltags“ mit Passagen „lyrischer Überhöhung“ abwechsle.
Ab 1951 war Polakovics  Lehrer für Zeichnen/Kunstpflege am Bundesrealgymnasium Waltergasse im 4. Wiener Gemeindebezirk. Im Kollegium der Schule war auch Ernst Jandl als Deutschlehrer tätig. Polakovics war acht Jahre lang Redakteur für die Kulturzeitschrift Neue Wege, die vom Theater der Jugend herausgegeben und vom Unterrichtsministerium finanziert wurde. Er musste die Tätigkeit 1957 nach einem Skandal aufgeben, den eine von ihm als Literaturredakteur verantwortete Ausgabe mit experimentellen Gedichten von Ernst Jandl (unter anderem schtzngrmm), Gerhard Rühm und Ernst Kein auslöste. Verschiedene Lehrerorganisationen hatten heftig gegen die als „Schmutz und Schund“ bezeichneten experimentellen Gedichtformen protestiert.
Ende der 1950er Jahre gehörte Polakovics einem Kreis junger österreichischer Schriftsteller an, zu denen auch Gerhard Fritsch, Andreas Okopenko, Ernst Kein, Herbert Eisenreich und Walter Toman zählten. Eine Freundschaft verband ihn insbesondere mit H. C. Artmann. Polakovics hatte einen wesentlichen Einfluss auf die Auswahl und die Gestaltung von Artmanns ersten Gedichtband med ana schwoazzn dintn aus dem Jahr 1958, zu dem er auch ein Vorwort beitrug. Das Buch wurde als Schönstes Buch Österreichs ausgezeichnet. Gemeinsam mit Artmann las Polakovics die Schallplatte zum Buch ein.
Als Übersetzer übertrug Polakovics Werke von Ian Fleming (007 James Bond contra Goldfinger, 1965), Charles Robert Maturin (Melmoth der Wanderer, 1970), Clark Ashton Smith (Saat aus dem Grabe, 1970, Der Planet der Toten, 1971), Algernon Blackwood (Besuch von drüben, 1970), Oscar Wilde (Essays, 1982), Rudyard Kipling (Unheimliche Geschichten, Mit der Nachtpost, beide 1991, Die beste Geschichte der Welt, 1995, Die Gespenster-Rikscha und andere unheimliche Erzählungen, 2004) und Mary Shelley (Frankenstein oder der neue Prometheus, 1970) aus dem Englischen.

## Werke
- Bibliotheca Dracula. Übersetzer von 5 Romanen und Teilübersetzer eines Bandes mit Erzählungen, 1969–1973
- Versuch über den Krieg. Wieser Verlag, Klagenfurt 2003, ISBN 3-85129-387-8.
- Bibliothek des Hauses Usher. Übersetzer von 9 Bänden, 1969–1974.